# Cyphostemma serjanioides
Cyphostemma serjanioides là một loài thực vật hai lá mầm trong họ Nho. Loài này được (Planch.) Desc. miêu tả khoa học đầu tiên năm 1967.